# 睛斑旗鱂
睛斑旗鱂，為輻鰭魚綱鱂形目鰕鱂亞目鰕鱂科的其中一種，為熱帶淡水魚，分布於非洲加彭西南部及剛果西部Ngounie流域，體長可達6公分，棲息在內陸平原及丘陵溪流底中層水域，生活習性不明，可作為觀賞魚。

## 擴展閱讀
維基物種上的相關：睛斑旗鱂